# Condat-sur-Trincou
 Condat-sur-Trincou  (en occitano Condat de Trincor) es una población y comuna francesa, situada en la región de Aquitania, departamento de Dordoña, en el distrito de Nontron y cantón de Champagnac-de-Belair.

## Demografía
| 391 | 386 | 352 | 325 | 376 | 407 |
| Para los censos de 1962 a 1999 la población legal corresponde a la población sin duplicidades (Fuente: INSEE [Consultar]) |     |     |     |     |     |